# A Minden lében négy kanál epizódjainak listája
Ez a cikk a Minden lében négy kanál című sorozat epizódjait listázza.

## Évados áttekintés
| Évad | Évad | Epizódok | Eredeti sugárzás | Eredeti sugárzás     | Eredeti adó |
| Évad | Évad | Epizódok | Évadpremier      | Évadfinálé           | Eredeti adó |
| ---- | ---- | -------- | ---------------- | -------------------- | ----------- |
|      | 1    | 12       | 2007. június 28. | 2007. szeptember 20. | USA Network |
|      | 2    | 16       | 2008. július 10. | 2009. március 5.     | USA Network |
|      | 3    | 16       | 2009. június 4.  | 2010. március 4.     | USA Network |
|      | 4    | 18       | 2010. június 3.  | 2010. december 16.   | USA Network |
|      | 5    | 18       | 2011. június 23. | 2011. december 15.   | USA Network |
|      | 6    | 18       | 2012. június 14. | 2012. december 20.   | USA Network |
|      | 7    | 13       | 2013. június 6.  | 2013. szeptember 12. | USA Network |

## 1. évad (2007)
| Sor. | Év. | Cím                                     | Rendező             | Író                              | Premier                           | Nézettség   |
| ---- | --- | --------------------------------------- | ------------------- | -------------------------------- | --------------------------------- | ----------- |
| 1.   | 1.  | A vég kezdete (Pilot)                   | Jace Alexander      | Matt Nix                         | 2007. június 28. 2009. július 14. | 3,99 millió |
| 2.   | 2.  | Személyazonosság (Identity)             | Rod Hardy           | Matt Nix                         | 2007. július 5.                   | 3,94 millió |
| 3.   | 3.  | Próbaidőn (Fight or Flight)             | Colin Bucksey       | Craig O'Neill és Jason Tracey    | 2007. július 12.                  | 3,25 millió |
| 4.   | 4.  | Régi barátok (Old Friends)              | David Solomon       | Alfredo Barrios, Jr.             | 2007. július 19.                  | 3,33 millió |
| 5.   | 5.  | Családi vállalkozás (Family Business)   | Sanford Bookstaver  | Matt Nix                         | 2007. július 26.                  | 3,51 millió |
| 6.   | 6.  | Rendezetlen számla (Unpaid Debts)       | Paul Holahan        | Nick Thiel                       | 2007. augusztus 2.                | 4,41 millió |
| 7.   | 7.  | Törvénytelenül (Broken Rules)           | Tim Matheson        | Mere Smith                       | 2007. augusztus 9.                | 4,14 millió |
| 8.   | 8.  | A szökevény (Wanted Man)                | Ken Girotti         | Craig O'Neill és Jason Tracey    | 2007. augusztus 16.               | 4,23 millió |
| 9.   | 9.  | Rossz üzlet (Hard Bargain)              | John T. Kretchmer   | Alfredo Barrios, Jr.             | 2007. augusztus 23.               | 4,08 millió |
| 10.  | 10. | Hamis utakon (False Flag)               | Paul Shapiro        | Matt Nix és Ben Watkins          | 2007. szeptember 13.              | 4,02 millió |
| 11.  | 11. | Elvarratlan szálak 1. rész (Dead Drop)  | Jeremiah S. Chechik | Craig O'Neill és Jason Tracey    | 2007. szeptember 20.              | 4,78 millió |
| 12.  | 12. | Elvarratlan szálak 2. rész (Loose Ends) | Stephen Surjik      | Matt Nix és Alfredo Barrios, Jr. | 2007. szeptember 20.              | 4,78 millió |

## 2. évad (2008-2009)
| Sor. | Év. | Cím                                    | Rendező             | Író                                      | Premier              | Nézettség   |
| ---- | --- | -------------------------------------- | ------------------- | ---------------------------------------- | -------------------- | ----------- |
| 13.  | 1.  | Rossz társaság (Breaking and Entering) | Paul Holahan        | Matt Nix                                 | 2008. július 10.     | 5,39 millió |
| 14.  | 2.  | Turn and Burn (Turn and Burn)          | John T. Kretchmer   | Alfredo Barrios, Jr.                     | 2008. július 17.     | 4,87 millió |
| 15.  | 3.  | Bízz bennem (Trust Me)                 | Paul Holahan        | Craig O'Neill és Jason Tracey            | 2008. július 24.     | 4,76 millió |
| 16.  | 4.  | Elvtársak (Comrades)                   | John T. Kretchmer   | Matt Nix és Jason Ning                   | 2008. július 31.     | 4,86 millió |
| 17.  | 5.  | A nagy ékszerrablás (Scatter Point)    | Rod Hardy           | Ben Watkins                              | 2008. augusztus 7.   | 4,56 millió |
| 18.  | 6.  | Zűrös cimbora (Bad Blood)              | Bronwen Hughes      | Matt Nix és Rashad Raisani               | 2008. augusztus 14.  | 3,88 millió |
| 19.  | 7.  | Veszélyes vizeken (Rough Seas)         | Jeremiah S. Chechik | Alfredo Barrios, Jr. és Michael Horowitz | 2008. augusztus 21.  | 3,86 millió |
| 20.  | 8.  | Dupla csavar (Double Booked)           | Tim Matheson        | Craig O'Neill és Jason Tracey            | 2008. szeptember 11. | 4,77 millió |
| 21.  | 9.  | Jó katona (Good Soldier)               | Jeff Freilich       | Alfredo Barrios, Jr.                     | 2008. szeptember 18. | 4,67 millió |
| 22.  | 10. | Ne bánts! (Do No Harm)                 | Matt Nix            | Matt Nix                                 | 2009. január 22.     | 5,12 millió |
| 23.  | 11. | Forró nyomon (Hot Spot)                | Stephen Surjik      | Ben Watkins                              | 2009. január 29.     | 5,38 millió |
| 24.  | 12. | A fehér ruhás hölgy (Seek and Destroy) | Scott Peters        | Rashad Raisani                           | 2009. február 5.     | 5,27 millió |
| 25.  | 13. | Rosszkor, rossz helyen (Bad Breaks)    | John T. Kretchmer   | Michael Horowitz                         | 2009. február 12.    | 4,84 millió |
| 26.  | 14. | A kiskirály (Truth & Reconciliation)   | Ernest Dickerson    | Alfredo Barrios, Jr.                     | 2009. február 19.    | 4,67 millió |
| 27.  | 15. | Régi ismerősök (Sins of Omission)      | Dennie Gordon       | Craig O'Neill és Jason Tracey            | 2009. február 26.    | 4,85 millió |
| 28.  | 16. | A kisebbik rossz (Lesser Evil)         | Tim Matheson        | Matt Nix                                 | 2009. március 5.     | 6,09 millió |

## 3. évad (2009-2010)
| Sor. | Év. | Cím                                            | Rendező             | Író                                        | Premier            | Nézettség   |
| ---- | --- | ---------------------------------------------- | ------------------- | ------------------------------------------ | ------------------ | ----------- |
| 29.  | 1.  | Régi barát - új ellenség (Friends and Family)  | Tim Matheson        | Matt Nix                                   | 2009. június 4.    | 5,99 millió |
| 30.  | 2.  | Kérdezz-felelek (Question and Answer)          | John T. Kretchmer   | Alfredo Barrios, Jr.                       | 2009. június 11.   | 5,24 millió |
| 31.  | 3.  | A játék vége (End Run)                         | Dennie Gordon       | Craig O'Neill                              | 2009. június 18.   | 5,78 millió |
| 32.  | 4.  | Rendőrbőrben (Fearless Leader)                 | John T. Kretchmer   | Michael Horowitz                           | 2009. június 25.   | 5,35 millió |
| 33.  | 5.  | A kém és az idegenek (Signals and Codes)       | Jeremiah S. Chechik | Jason Tracey                               | 2009. július 9.    | 5,51 millió |
| 34.  | 6.  | A vadász (The Hunter)                          | Bryan Spicer        | Történet: Ryan Johnson Tévéjáték: Lisa Joy | 2009. július 16.   | 6,66 millió |
| 35.  | 7.  | A félelem bére (Shot in the Dark)              | Ernest Dickerson    | Ben Watkins                                | 2009. július 23.   | 6,80 millió |
| 36.  | 8.  | Ezért vannak a jó barátok (Friends Like These) | Félix Alcalá        | Rashad Raisani                             | 2009. július 30.   | 6,63 millió |
| 37.  | 9.  | Történelmi lecke íreknek (Long Way Back)       | Jeff Freilich       | Craig O'Neill                              | 2009. augusztus 6. | 7,59 millió |
| 38.  | 10. | Beépített szélhámos (A Dark Road)              | John T. Kretchmer   | Matt Nix                                   | 2010. január 21.   | 5,35 millió |
| 39.  | 11. | Baráti tűzben (Friendly Fire)                  | Terry Miller        | Alfredo Barrios, Jr.                       | 2010. január 28.   | 5,30 millió |
| 40.  | 12. | Palimadár (Noble Causes)                       | Michael Zinberg     | Ben Watkins                                | 2010. február 4.   | 4,25 millió |
| 41.  | 13. | Célkeresztben (Enemies Closer)                 | Kevin Bray          | Jason Tracey                               | 2010. február 11.  | 4,66 millió |
| 42.  | 14. | Bűntársak (Partners in Crime)                  | Dirk Craft          | Michael Horowitz                           | 2010. február 18.  | 4,12 millió |
| 43.  | 15. | Jó szándékkal (Good Intentions)                | Dennie Gordon       | Rashad Raisani                             | 2010. február 25.  | 4,50 millió |
| 44.  | 16. | Az ördög maga (Devil You Know)                 | Matt Nix            | Matt Nix                                   | 2010. március 4.   | 4,32 millió |

## 4. évad (2010)
| Sor. | Év. | Cím                                         | Rendező             | Író                             | Premier             | Nézettség   |
| ---- | --- | ------------------------------------------- | ------------------- | ------------------------------- | ------------------- | ----------- |
| 45.  | 1.  | Barátok és ellenségek (Friends and Enemies) | Tim Matheson        | Matt Nix                        | 2010. június 3.     | 6,62 millió |
| 46.  | 2.  | Instant barátok (Fast Friends)              | Dennie Gordon       | Rashad Raisani                  | 2010. június 10.    | 5,67 millió |
| 47.  | 3.  | Emberré lett (Made Man)                     | Jeffrey Donovan     | Alfredo Barrios, Jr.            | 2010. június 17.    | 5,31 millió |
| 48.  | 4.  | Hitszegés (Breach of Faith)                 | Jeremiah S. Chechik | Ben Watkins                     | 2010. június 24.    | 5,33 millió |
| 49.  | 5.  | Az őrség (Neighborhood Watch)               | Kevin Bray          | Michael Horowitz                | 2010. július 1.     | 5,21 millió |
| 50.  | 6.  | Belépési pont (Entry Point)                 | Jeffrey Hunt        | Craig O'Neill                   | 2010. július 15.    | 5,65 millió |
| 51.  | 7.  | Múlt és jövő idő (Past & Future Tense)      | Jeremiah S. Chechik | Jason Tracey                    | 2010. július 22.    | 5,87 millió |
| 52.  | 8.  | Ahol füst van (Where There's Smoke)         | Kevin Bray          | Lisa Joy                        | 2010. július 29.    | 5,38 millió |
| 53.  | 9.  | A vihar szívében (Center of the Storm)      | Colin Bucksey       | Ryan Johnson és Peter Lalayanis | 2010. augusztus 5.  | 5,69 millió |
| 54.  | 10. | Nehéz idők (Hard Time)                      | Dennie Gordon       | Alfredo Barrios, Jr.            | 2010. augusztus 12. | 5,57 millió |
| 55.  | 11. | Vakfolt (Blind Spot)                        | Michael Smith       | Michael Horowitz                | 2010. augusztus 19. | 5,50 millió |
| 56.  | 12. | Bűnösnek találtatott (Guilty as Charged)    | Jeremiah S. Chechik | Matt Nix                        | 2010. augusztus 26. | 6,29 millió |
| 57.  | 13. | Nyitott szemmel (Eyes Open)                 | Dennie Gordon       | Jason Tracey                    | 2010. november 11.  | 4,32 millió |
| 58.  | 14. | Kelendő vagyon (Hot Property)               | Jonathan Frakes     | Rashad Raisani                  | 2010. november 18.  | 3,50 millió |
| 59.  | 15. | Testvéri szeretet (Brotherly Love)          | Terry Miller        | Ben Watkins                     | 2010. december 2.   | 3,70 millió |
| 60.  | 16. | Élve vagy halva (Dead or Alive)             | Peter Markle        | Lisa Joy                        | 2010. december 9.   | 4,34 millió |
| 61.  | 17. | A tűzön túl (Out of the Fire)               | Marc Roskin         | Craig O'Neill                   | 2010. december 16.  | 4,77 millió |
| 62.  | 18. | Utolsó szalmaszál (Last Stand)              | Stephen Surjik      | Matt Nix                        | 2010. december 16.  | 5,11 millió |

## 5. évad (2011)
| Sor. | Év. | Cím                                           | Rendező              | Író                             | Premier             | Nézettség   |
| ---- | --- | --------------------------------------------- | -------------------- | ------------------------------- | ------------------- | ----------- |
| 63.  | 1.  | A cég mindenek előtt (Company Man)            | Stephen Surjik       | Matt Nix                        | 2011. június 23.    | 5,17 millió |
| 64.  | 2.  | Vérvonalak (Bloodlines)                       | Colin Bucksey        | Alfredo Barrios, Jr.            | 2011. június 30.    | 4,67 millió |
| 65.  | 3.  | Agytorna (Mind Games)                         | Scott Peters         | Michael Horowitz                | 2011. július 7.     | 4,88 millió |
| 66.  | 4.  | Nem jó cselekedet (No Good Deed)              | Jeremiah S. Chechik  | Rashad Raisani és Ben Watkins   | 2011. július 14.    | 5,39 millió |
| 67.  | 5.  | Újrakezdés (Square One)                       | Marc Roskin          | Ryan Johnson és Peter Lalayanis | 2011. július 21.    | 5,39 millió |
| 68.  | 6.  | Az ellenségem ellensége (Enemy of My Enemy)   | Jonathan Frakes      | Jason Tracey                    | 2011. július 28.    | 5,00 millió |
| 69.  | 7.  | Ostrom alatt (Besieged)                       | Stephen Surjik       | Craig O'Neill                   | 2011. augusztus 4.  | 5,21 millió |
| 70.  | 8.  | Végső határidő (Hard Out)                     | Craig Siebels        | Rashad Raisani                  | 2011. augusztus 11. | 4,75 millió |
| 71.  | 9.  | Szemet szemért (Eye for an Eye)               | Jeremiah S. Chechik  | Michael Horowitz                | 2011. augusztus 18. | 5,32 millió |
| 72.  | 10. | Egyszemélyes hadsereg (Army of One)           | Tawnia McKiernan     | Alfredo Barrios, Jr.            | 2011. augusztus 25. | 4,58 millió |
| 73.  | 11. | Jobbik felek (Better Halves)                  | Michael Smith        | Lisa Joy                        | 2011. szeptember 1. | 4,07 millió |
| 74.  | 12. | Jogában áll meghalni (Dead to Rights)         | Matt Nix             | Jason Tracey                    | 2011. szeptember 8. | 4,39 millió |
| 75.  | 13. | A francba, ha megteszed... (Damned If You Do) | Stephen Surjik       | Matt Nix                        | 2011. november 3.   | 2,86 millió |
| 76.  | 14. | Töréspont (Breaking Point)                    | Renny Harlin         | Ben Watkins és Rashad Raisani   | 2011. november 10.  | 2,66 millió |
| 77.  | 15. | Szükséges rossz (Necessary Evil)              | Alfredo Barrios, Jr. | Craig O'Neill                   | 2011. november 17.  | 2,36 millió |
| 78.  | 16. | Mélységérzékelés (Depth Perception)           | Craig Siebels        | Peter Lalayanis és Ryan Johnson | 2011. december 1.   | 3,12 millió |
| 79.  | 17. | Elfogadható veszteség (Acceptable Loss)       | Jonathan Frakes      | Ben Watkins                     | 2011. december 8.   | 2,79 millió |
| 80.  | 18. | Bombabiztos (Fail Safe)                       | Renny Harlin         | Matt Nix                        | 2011. december 15.  | 2,89 millió |

## 6. évad (2012)
| Sor. | Év. | Cím                                   | Rendező              | Író                                                      | Premier             | Nézettség   |
| ---- | --- | ------------------------------------- | -------------------- | -------------------------------------------------------- | ------------------- | ----------- |
| 81.  | 1.  | Felperzselt föld (Scorched Earth)     | Stephen Surjik       | Matt Nix                                                 | 2012. június 14.    | 3,87 millió |
| 82.  | 2.  | Vegyes üzenetek (Mixed Messages)      | Jeffrey Donovan      | Alfredo Barrios, Jr.                                     | 2012. június 21.    | 4,09 millió |
| 83.  | 3.  | Utolsó szertartás (Last Rites)        | Nick Gomez           | Ben Watkins                                              | 2012. június 28.    | 4,11 millió |
| 84.  | 4.  | A fegyver alatt (Under the Gun)       | Dennie Gordon        | Michael Horowitz                                         | 2012. július 12.    | 4,44 millió |
| 85.  | 5.  | Megosztott döntés (Split Decision)    | Scott Peters         | Ryan Johnson és Peter Lalayanis                          | 2012. július 19.    | 4,97 millió |
| 86.  | 6.  | Sokkhullám (Shock Wave)               | Renny Harlin         | Jason Tracey                                             | 2012. július 26.    | 4,86 millió |
| 87.  | 7.  | Találkozás (Reunion)                  | Craig Siebels        | Rashad Raisani                                           | 2012. augusztus 2.  | 4,32 millió |
| 88.  | 8.  | Fékevesztett (Unchained)              | Alfredo Barrios, Jr. | Alfredo Barrios, Jr.                                     | 2012. augusztus 9.  | 4,04 millió |
| 89.  | 9.  | Hivatalos ügy (Official Business)     | Jonathan Frakes      | Bridget Tyler                                            | 2012. augusztus 16. | 4,36 millió |
| 90.  | 10. | Végzetes (Desperate Times)            | Renny Harlin         | Craig O'Neill                                            | 2012. augusztus 23. | 4,96 millió |
| 91.  | 11. | Végzetes lépések (Desperate Measures) | Stephen Surjik       | Michael Horowitz                                         | 2012. november 8.   | 3,47 millió |
| 92.  | 12. | Célok és eszközök (Means & Ends)      | Ron Underwood        | Jason Tracey                                             | 2012. november 8.   | 3,47 millió |
| 93.  | 13. | Határon át (Over the Line)            | Marc Roskin          | Ben Watkins                                              | 2012. november 15.  | 3,17 millió |
| 94.  | 14. | Lecsúszva (Down & Out)                | Henry J. Bronchtein  | Történet: Daniel Tuch Tévéjáték: Daniel Tuch és Matt Nix | 2012. november 29.  | 3,14 millió |
| 95.  | 15. | Legjobb tervek (Best Laid Plans)      | Nick Gomez           | Rashad Raisani                                           | 2012. december 6.   | 3,16 millió |
| 96.  | 16. | Kakukktojás (Odd Man Out)             | Marc Roskin          | Ryan Johnson és Peter Lalayanis                          | 2012. december 13.  | 2,86 millió |
| 97.  | 17. | Futhatsz... (You Can Run...)          | Nick Gomez           | Craig O'Neill                                            | 2012. december 20.  | 3,78 millió |
| 98.  | 18. | Fordult a kocka (Game Change)         | Matt Nix             | Matt Nix                                                 | 2012. december 20.  | 3,78 millió |

## 7. évad (2013)
| Sor. | Év. | Cím                                              | Rendező          | Író                                 | Premier              | Nézettség   |
| ---- | --- | ------------------------------------------------ | ---------------- | ----------------------------------- | -------------------- | ----------- |
| 99.  | 1.  | Új alku (New Deal)                               | Stephen Surjik   | Matt Nix                            | 2013. június 6.      | 4,32 millió |
| 100. | 2.  | Nefelejcs (Forget Me Not)                        | Jeffrey Donovan  | Ben Watkins                         | 2013. június 13.     | 4,29 millió |
| 101. | 3.  | Defekt (Down Range)                              | Scott Peters     | Craig O'Neill                       | 2013. június 20.     | 3,40 millió |
| 102. | 4.  | Testvérek fegyverben (Brothers in Arms)          | Dennie Gordon    | Alfredo Barrios, Jr.                | 2013. június 27.     | 3,87 millió |
| 103. | 5.  | Menekülési terv (Exit Plan)                      | Marc Roskin      | Michael Horowitz                    | 2013. július 11.     | 3,04 millió |
| 104. | 6.  | Mindent vagy semmit (All or Nothing)             | Jonathan Frakes  | Rashad Raisani                      | 2013. július 18.     | 2,86 millió |
| 105. | 7.  | Pszichológiai hadviselés (Psychological Warfare) | Larry Teng       | Ryan Johnson és Peter Lalayanis     | 2013. július 25.     | 3,06 millió |
| 106. | 8.  | A fenevad természete (Nature of the Beast)       | Tawnia McKiernan | Bridget Tyler                       | 2013. augusztus 1.   | 3,60 millió |
| 107. | 9.  | Keserű pirula (Bitter Pill)                      | Bill Eagles      | Alfredo Barrios, Jr. és Daniel Tuch | 2013. augusztus 8.   | 3,69 millió |
| 108. | 10. | Váratlan események (Things Unseen)               | Craig Siebels    | Ben Watkins és Craig O'Neill        | 2013. augusztus 15.  | 3,66 millió |
| 109. | 11. | A fordulópont (Tipping Point)                    | Scott Peters     | Rashad Raisani és Michael Horowitz  | 2013. augusztus 22.  | 3,64 millió |
| 110. | 12. | Drámai fordulat (Sea Change)                     | Stephen Surjik   | Ryan Johnson és Peter Lalayanis     | 2013. szeptember 5.  | 3,79 millió |
| 111. | 13. | Leszámolás (Reckoning)                           | Matt Nix         | Matt Nix                            | 2013. szeptember 12. | 4,97 millió |

## Tévéfilm (2011)
| Sor. | Év. | Cím                              | Rendező         | Író                                                 | Premier           | Nézettség   |
| ---- | --- | -------------------------------- | --------------- | --------------------------------------------------- | ----------------- | ----------- |
| 1.   | 1.  | Burn Notice: The Fall of Sam Axe | Jeffrey Donovan | Történet: Matt Nix és Greg Hart Tévéjáték: Matt Nix | 2011. április 17. | 3,57 millió |